# Ihor Kutiepow
Ihor Mykołajowycz Kutiepow, ukr. Ігор Миколайович Кутєпов, ros. Игорь Николаевич Кутепов, Igor Nikołajewicz Kutiepow (ur. 17 grudnia 1965 w Perwomajskim) – ukraiński piłkarz, grający na pozycji bramkarza, reprezentant Ukrainy, trener piłkarski.

## Kariera piłkarska

### Kariera klubowa
Po zakończeniu Internatu Sportowego w Charkowie w 1982 został zaproszony do Metalista Charków, w którym w 1984 rozpoczął karierę piłkarską. Wcześniej bronił barw Majak Charków. Po dziewięciu sezonach przeniósł się do Dynama Kijów. Potem wyjechał do Rosji, gdzie został piłkarzem klubu Dinamo-Gazowik Tiumeń. W 1996 powrócił do Dynama, ale przez konflikt z trenerem Jożefem Sabo w 1997 ponownie wyjechał do Tiumeni. W tym że sezonie został zaproszony do CSKA Moskwa, skąd przeszedł najpierw do Rostsielmaszu Rostów nad Donem, a potem do Spartaka Szczołkowo. W 2000 powrócił do CSKA i zakończył w nim karierę piłkarską.

### Kariera reprezentacyjna
Wcześniej bronił barw juniorskiej i młodzieżowej reprezentacji ZSRR.
29 kwietnia 1992 debiutował w reprezentacji Ukrainy w meczu towarzyskim z Węgrami, przegranym 1:3.

## Kariera trenerska
Po zakończeniu kariery zawodniczej w 2001 pomagał szkolić bramkarzy w drużynie rezerwowej CSKA. Od 2006 pracuje na stanowisku dyrektora SDJuSzOR Metalist Charków

## Sukcesy i odznaczenia

### Sukcesy klubowe
- mistrz Ukrainy: 1993, 1994
- wicemistrz Ukrainy: 1993
- wicemistrz Rosji: 1998
- zdobywca Pucharu ZSRR: 1988
- zdobywca Pucharu Ukrainy: 1993

### Sukcesy reprezentacyjne
- wicemistrz Europy U-19: 1984
- brązowy medalista Mistrzostw Świata U-20: 1985

### Sukcesy indywidualne
- członek Klubu Jewhena Rudakowa: 105 meczów na „0”

### Odznaczenia
- tytuł Mistrza Sportu ZSRR: 1984
- tytuł Mistrza Sportu Ukrainy: 1992
- tytuł Mistrza Sportu Rosji: 1998